# Phaonia atronitens
Phaonia atronitens är en tvåvingeart som beskrevs av Malloch 1921. Phaonia atronitens ingår i släktet Phaonia och familjen husflugor. Inga underarter finns listade i Catalogue of Life.